# Авакова Світлана Іванівна
Світлана Іванівна Авакова (4 лютого 1953, м. Мурманськ, СРСР) — російська скульпторка.

## Біографія
У 1980 р. закінчила Ленінградське вище художньо-промислове училище ім. В. І. Мухіної (нині Санкт-Петербурзька державна художньо-промислова академія імені О. Л. Штігліца), відділення «Монументальна скульптура». Член союзу дизайнерів России, член Творчого союзу художників Росії. Доцент кафедри «Дизайн» ПДТУ.

## Відомі роботи
Переможець конкурсів з монументальної скульптури:
- бюст Л. М. Толстого, м. П'ятигорськ
- рельєф почесного громадянина Говорухіна, м. Желєзноводськ[3]
- скульптурна композиція «Тріумф медичному інструменту», він же — «Пам'ятник Клізмі», м. Желєзноводськ, санаторій АКВА — Терм «Машук» (Іноземцево)
- пам'ятний знак з портретом Славського, санаторій «Перлина Кавказу»
- меморіальна дошка художнику Качинському, м. Желєзноводськ
- рельєф на фасаді храму «Сергій Радонежський», м. Лермонтов[4]
- пам'ятник за оповіданням Чехова А. П. «Тонкий і товстий» (у співаторстві з Давидом Бегаловим), м. Таганрог[5]
- пам'ятник «Гірникам-засновникам м. Лермонтова».

## Нагороди і досягнення
- Володарка медалі за заслуги перед містом П'ятигорськом.
- Срібна медаль Творчого союзу художників.
- Дипломи Союзу Дизайнерів за колекцію авторських ляльок, учасника «Феродіз».
- Дипломи Творчого союзу художників Академічних виставок Росії.
- Учасник виставок Творчого союзу художників: краєвих, міських, всесоюзних, російських.